# Maciej Józef Brodowicz

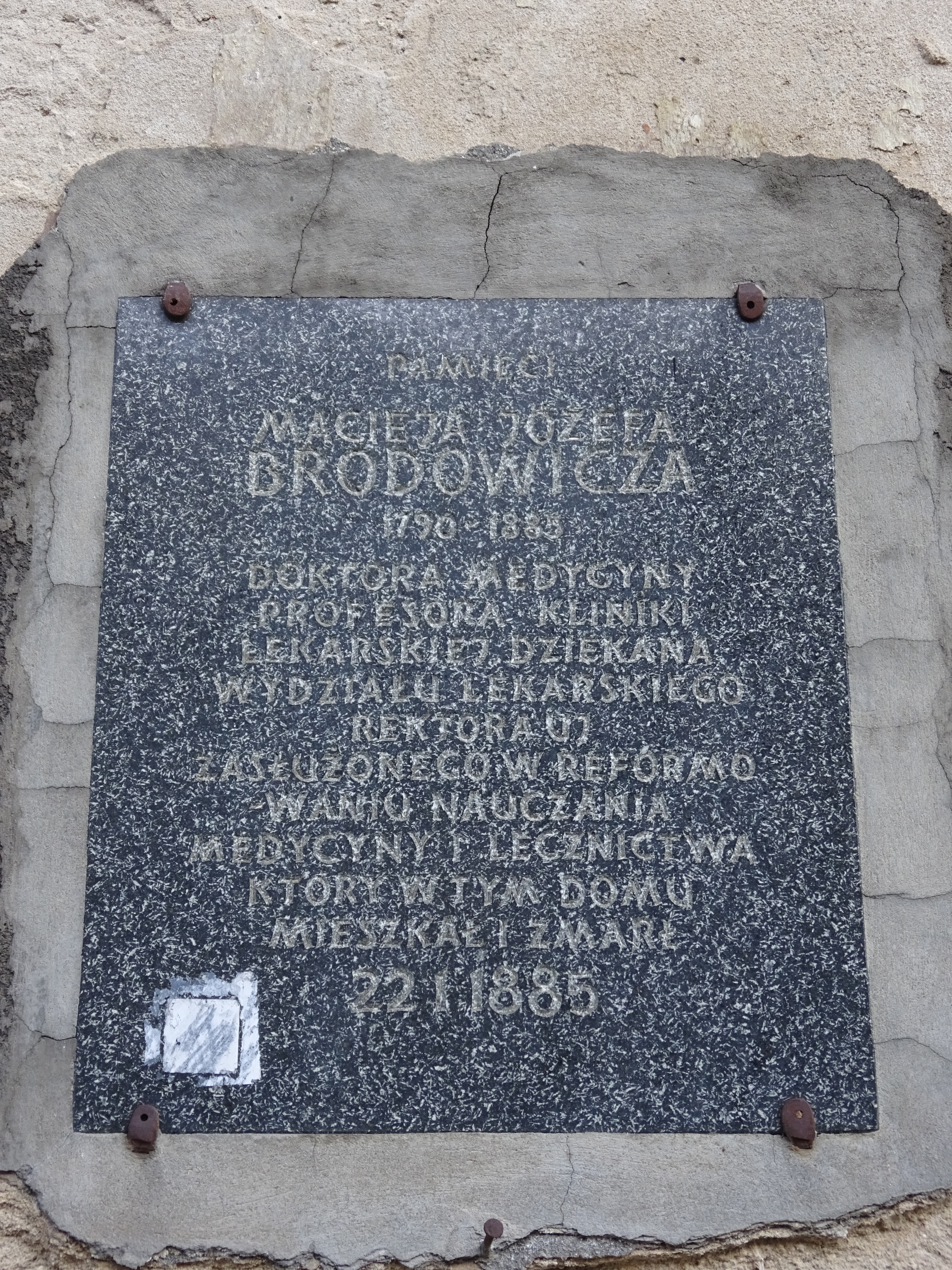
Tablica na kamienicy przy ul. Strzeleckiej 7 w Krakowie, upamiętniająca zamieszkiwanie i śmierć w owej kamienicy Macieja Józefa Brodowicza 22 stycznia 1885 roku.

Maciej Józef Brodowicz, Józef Brodowicz (ur. 24 lutego 1790 w Grzymałowie na Podolu, zm. 22 stycznia 1885 w Krakowie) – polski lekarz, naukowiec, profesor Uniwersytetu Jagiellońskiego, dwukrotny rektor tej uczelni. Prezes Towarzystwa Naukowego Krakowskiego.
Zasłynął jako najwybitniejszy po Andrzeju Badurskim profesor chorób wewnętrznych Uniwersytetu Jagiellońskiego.

## Życiorys
Urodził się na Podolu jako syn Andrzeja i Barbary z Kadłubowskich.
Po studiach na Uniwersytecie Wiedeńskim i pięcioletniej praktyce lekarskiej w szpitalu stolicy cesarstwa objął w 1823 kierownictwo kliniki lekarskiej Uniwersytetu Jagiellońskiego. Wykładał nieprzerwanie do roku 1850. Po objęciu kierownictwa katedry rozpoczął reformowanie i porządkowanie systemu nauczania. Do wielkich osiągnięć Józefa Brodowicza należało przeniesienie w 1827 kliniki lekarskiej ze Szpitala Św. Łazarza do budynku zajmowanego przez lożę masońską przy ul. Kopernika 7 (obecnie Instytut Biochemii Lekarskiej).
Był dziekanem Wydziału Lekarskiego UJ, a w latach 1839-1841 i 1847-1848 pełnił urząd rektora Uniwersytetu Jagiellońskiego i jednocześnie prezesa Towarzystwa Naukowego Krakowskiego (do 1852 roku funkcje te były ze sobą połączone). Doktorat honoris causa krakowskiej uczelni otrzymał w 1867 roku.
Brodowicz od nowa zorganizował klinikę i zreformował nauczanie, ożywił pracę naukową i w ten sposób wydźwignął ją z głębokiego upadku. Pozostawił po sobie klinikę świetnie zorganizowaną. Stała się ona podwaliną dla późniejszego wspaniałego rozkwitu krakowskiej medycyny. W roku 1848 Brodowicz przyczynił się walnie do uratowania uczelni od zamknięcia, czym naraził się – jako rzekomy austrofil – na niechęć studentów i innych środowisk krakowskich. Rozgoryczony tą reakcją, zrezygnował z profesury i w 1850 r. przeszedł na emeryturę.
Maciej Józef Brodowicz był również autorem zabawnych wierszy, które wydał w zbiorze pt. „Kwiatki polne”.
Z jego barwną postacią związanych jest również wiele anegdot. Miał on mianowicie przez ostatnich 16 lat swojego życia przechowywać w mieszkaniu przeznaczoną dla siebie trumnę z nieheblowanych desek sosnowych, do której miano go złożyć w koszuli uszytej przed laty przez matkę i w starym mundurze urzędnika Wolnego Miasta Krakowa. W trumnie miały być umieszczone listy matki i przyjaciela z lat młodości oraz wypchany ulubiony kanarek. W przeddzień śmierci 95-letni Brodowicz przesłał kilku znajomym bileciki pożegnalne.
Mieszkał przy ul. Strzeleckiej 7 w pobliżu kompleksu budynków Wydziału Lekarskiego UJ.
Jest pochowany na cmentarzu Rakowickim w Krakowie, w kwaterze 11. Dokumentacja historii chorób jego kliniki znajduje się w Muzeum Wydziału Lekarskiego UJ.

## Upamiętnienie
Jego imieniem nazwano ulicę w Krakowie
W 1971 ukazała się monografia „Józef Maciej Brodowicz; z dziejów organizacji nauki i nauczania w Wolnym Mieście Krakowie” Kamili Mrozowskiej.

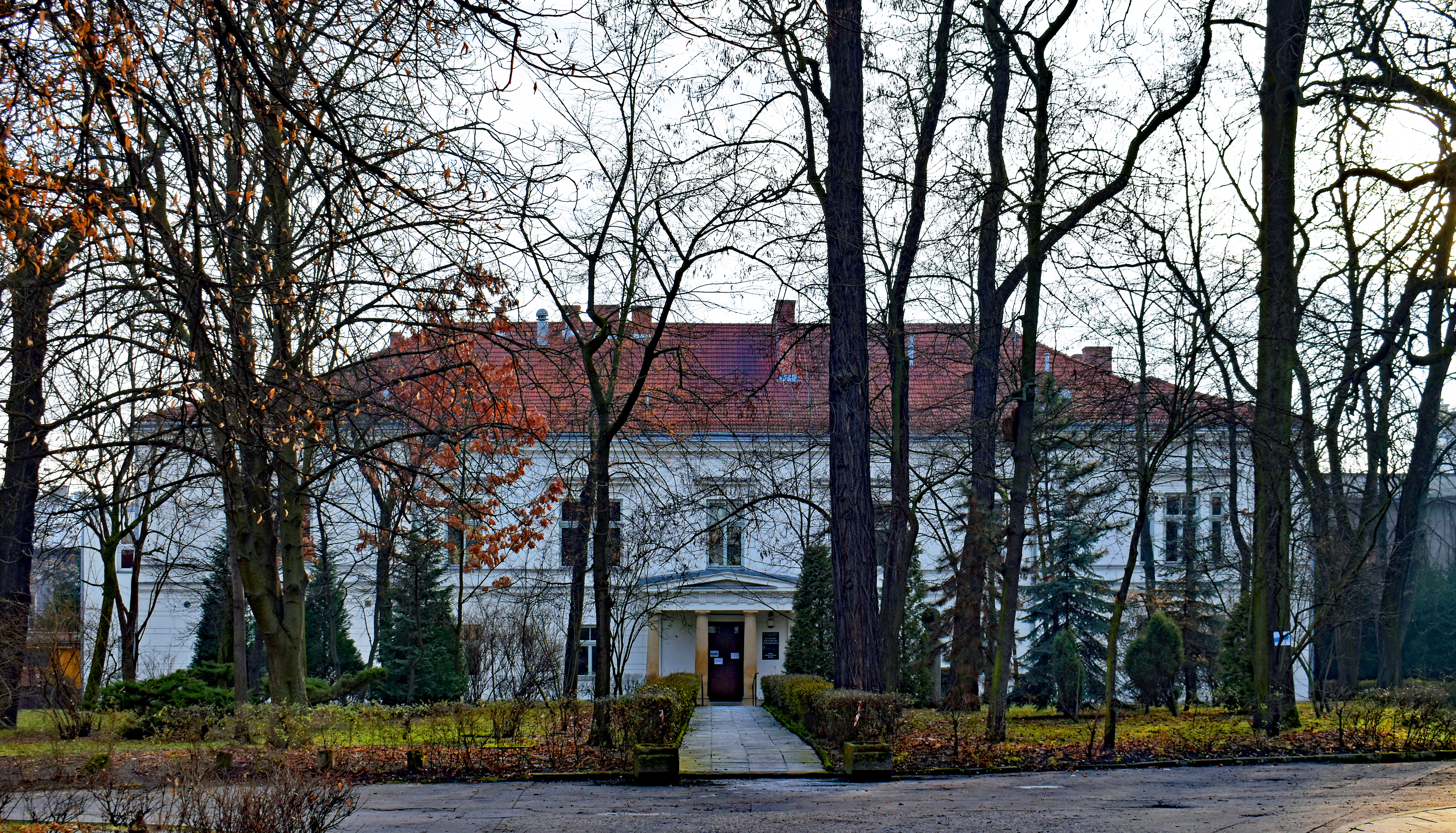
Budynek kliniki dr Brodowicza, obecnie Katedra Biochemii Lekarskiej CMUJ Kraków ul. Kopernika 7c
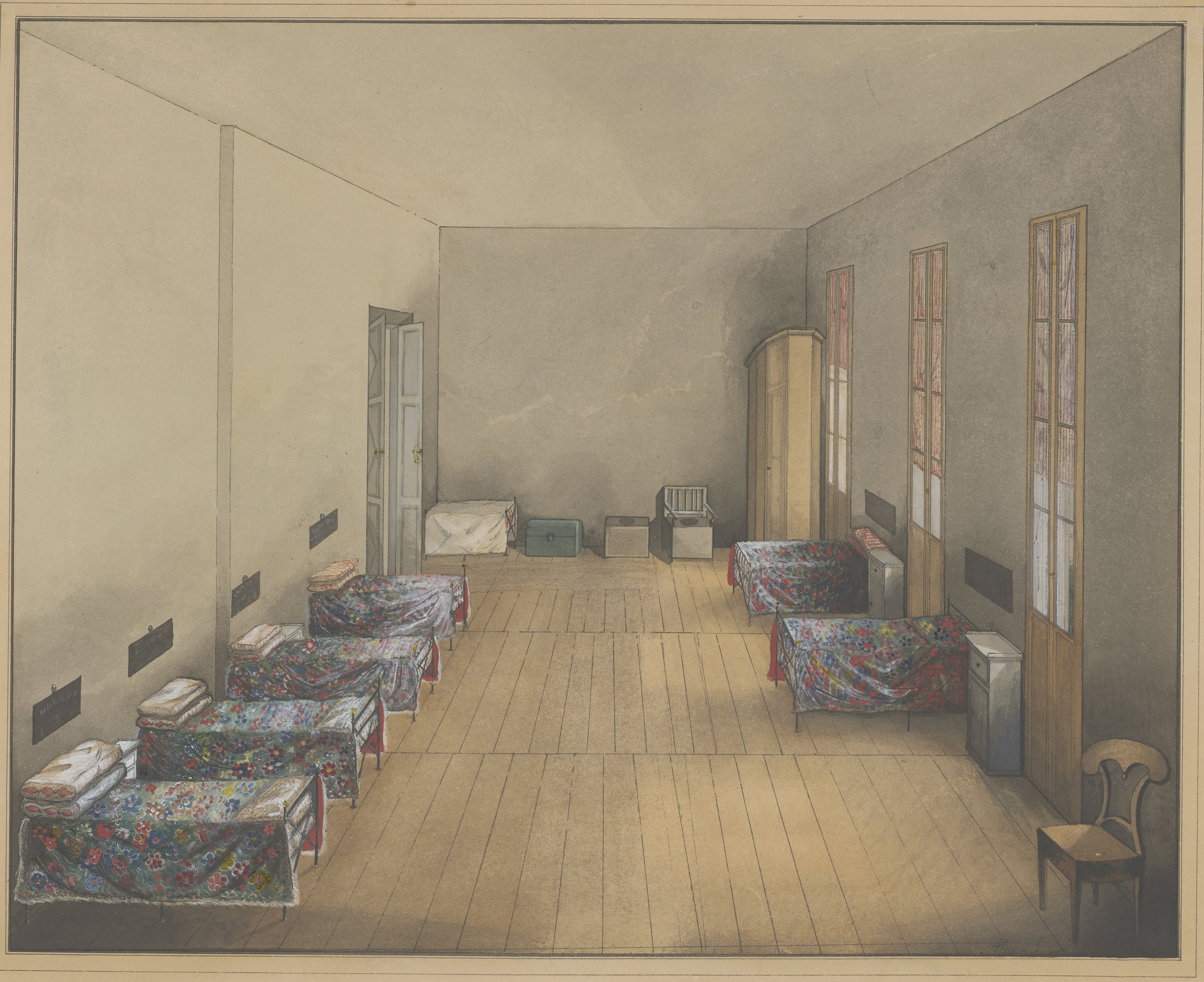
Sala chorych w klinice J. Brodowicza